# 주앙 미란다
주앙 미란다 지 소자 필류(João Miranda de Souza Filho, 1984년 9월 7일, 파라나바이 ~)는 흔히 미란다(Miranda)로 알려진 브라질의 전 축구 선수로, 과거 중앙 수비수로 활약하였다.

## 클럽 경력

### 초기 경력과 상파울루
미란다는 코리치바에서 축구를 시작하였고, 여기서 그는 89경기 출전 6득점의 기록을 남겼다. 2005년 7월 29일, 미란다는 프랑스의 소쇼와 4년 계약을 체결하였다. 미란다는 소쇼 소속으로 20번 출전하였고, 시즌을 중위권으로 마감하였으나, 그는 프랑스에 적응하지 못하고 얼마 지나지 않아 모국으로 복귀하였다.
2006년 8월, 미란다는 상파울루로 임대되며 브라질 무대로 복귀하였다. 같은 해, 상파울루는 2006년 캉페우나투 브라질레이루를 우승하였다. 그는 2007년과 2008년의 캉페우나투 브라질레이루도 우승하였고, 2007년과 2008년에 모두 "올해의 팀"으로도 선정되었다. 이후 상파울루는 미란다의 상파울루에서의 잔여 기간 동안 단 하나의 우승컵도 들어올리지 못하였으나, 그는 2009년과 2010년에도 "올해의 팀"으로 선정되며 건재함을 과시하였다.

### 아틀레티코 마드리드
2011년 1월, 미란다는 스페인의 아틀레티코 마드리드에 합류하였다. 그는 2011년 7월에 상파울루와의 계약이 만료됨에 따라, 마드리드로의 이적은 자유이적이었으며, 그는 3년짜리 계약서에 서명하였다. 2011년 8월 25일, 미란다는 4-0으로 이긴 포르투갈의 비토리아와의 유로파리그 플레이오프 2차전에서, 새 클럽 소속으로 처음으로 출전하였다. 9월 10일, 미란다는 로베르토 솔다도의 결승골에 0-1로 패한 발렌시아와의 경기에서 라 리가 데뷔전을 가졌다.
2012년 3월 11일, 이 브라질인 수비수는 그라나다와의 경기에서 디에고 고딘의 패스를 좌측 상단 구석 골네트를 가르며 수도 연고 클럽의 첫 골을 득점하였고, 팀에 2-0 승리를 안겼다. 그의 첫 유럽대항전 골은 약 한달 후인 4월 19일, 4-2로 승리한 발렌시아와의 유로파리그 준결승 1차전에서 팀의 두 번째 골로 득점하였다.
미란다는 4-1로 이긴 유럽 챔피언 첼시와의 2012년 8월 31일 UEFA 슈퍼컵 경기에서 팀의 3번째 득점을 올렸다. 2013년 3월 12일, 미란다는 마드리드와 재계약하며 2016년까지 스페인에 남게 되었다. 5월 17일, 코파 델 레이 결승전에서, 미란다는 연장전에 아틀레티코가 레알 마드리드를 2-1로 리드하는 결승 헤딩골을 득점하였다. 이 경기의 승리로 1999년부터 이어오던, 지역 라이벌과의 경기에서의 무승 행진을 25경기만에 깼다.

## 국가대표팀 경력
2007년 8월 20일, 미란다는 알제리와의 친선경기를 앞두고, 루시우의 대체자로써, 국가대표팀에 처음으로 차출되었다. 그러나, 그는 벤치 요원으로 대기하였으나, 교체 투입되어 데뷔전을 치르지는 못하였다. 1년보다 더 지난 후, 미란다는 2009년 4월 1일, 페루와의 2010년 FIFA 월드컵 예선전에서 브라질 대표로 첫 국제경기 출전을 기록하였다. 그는 경기 도중 부상당한 루이장과 교체 투입되었다.
2019년 7월 8일 기준
| 국가대표팀 | 시즌 | 출장 | 골 |
| ---------- | ---- | ---- | -- |
| 브라질     | 2009 | 6    | 0  |
| 브라질     | 2013 | 1    | 0  |
| 브라질     | 2014 | 6    | 0  |
| 브라질     | 2015 | 14   | 0  |
| 브라질     | 2016 | 10   | 1  |
| 브라질     | 2017 | 6    | 0  |
| 브라질     | 2018 | 11   | 2  |
| 브라질     | 2019 | 4    | 0  |
| 합계       | 합계 | 58   | 3  |

## 수상

#### 상파울루
- 캄페우나투 브라질레이루: 2006, 2007, 2008
- 캄페우나투 파울리스타 : 2021

#### 아틀레티코 마드리드
- 라리가 : 2013-14
- 코파 델 레이: 2012-13
- 수페르코파 데 에스파냐 : 2014
- UEFA 유로파리그: 2011–12
- UEFA 슈퍼컵: 2012
- UEFA 챔피언스리그 준우승 : 2013-14

#### 장쑤 수닝
- 차이니스 슈퍼 리그 : 2020

#### 브라질
- FIFA 컨페더레이션스컵: 2009
- 코파 아메리카 : 2019

### 개인
- 브라질 전국리그 올해의 팀 : 2007, 2008, 2009, 2010
- 볼라 지 프라타: 2008, 2009